# Monstro do lago Ness
O monstro do lago Ness, monstro de Loch Ness, também conhecido simplesmente por Nessie, é um criptídeo aquático que alegadamente foi visto no Loch Ness (Lago Ness), nas Terras Altas da Escócia, no Reino Unido. A sua existência (ou não) continua a suscitar debate entre os cépticos e os crentes, e é um dos mistérios da criptozoologia. O monstro de Loch Ness é descrito como uma espécie de monstro ou réptil gigante marinho, semelhante ao plesiossauro, um sauropterígeo pré-histórico.

## Avistamentos
O primeiro encontro original e testemunhado por várias pessoas aparece descrito na obra literária Vida de São Columba, um missionário irlandês que viveu entre 521 e 597 d.C. e que se mudou para Escócia. Columbano descreve como salvou um picto que nadava no Rio Ness das garras do monstro em 565 d.C. enquanto ele trazia um barco para o Santo e os seus seguidores atravessarem o rio e com o enorme poder da sua voz o monstro terá sido repelido pelo Santo. Em outro ponto da obra, o Santo conta que matou um javali com o poder da sua voz, o que levanta questões sobre a credibilidade dos seus relatos, mas o javali pode ter morrido por outra causa enquanto ele gritava, ou simplesmente Columbano usou uma metáfora, como estar usando "Voz" como algo relativo ao povo e usado um exército de pessoas.

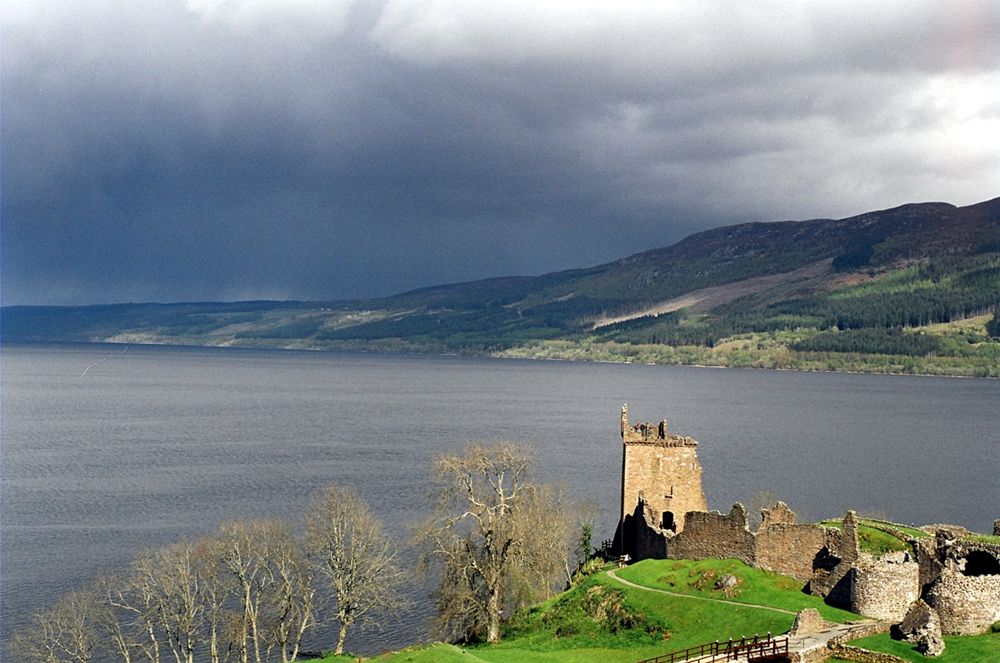
Vista do Lago Ness com as ruinas do Castelo de Urquhart nas proximidades

O primeiro relato autenticado de avistamento oficial do monstro do Lago Ness, data de 1880, foi debaixo d'água, testemunhado por um mergulhador profissional chamado Duncan MacDonald. Foi-lhe pedido que fosse ao Fort Augustus, perto do Caledonian Canal, procurar o local certo onde havia afundado um navio de carga, por questões do seu seguro - Duncan foi contratado pela seguradora para localizar o navio. Ao descer às profundezas escuras do lago, Duncan chegou onde se situava o navio afundado, iniciando as suas tarefas. Enquanto examinava a quilha para ver os estragos e trabalhava debaixo do barco, de repente viu que também ali estava uma enorme e estranha criatura, deitada sobre uma grande rocha próxima ao barco. O assustado Duncan fez um sinal brusco para ser içado e recolhido de imediato, ao chegar ao seu barco de apoio com a equipa dele, os colegas acharam-no muito pálido e branco como a cal. Duncan foi retirado da água a tremer, mas depois acalmou-se e disse que enquanto analisava o navio, a certa altura viu um animal muito parecido com um réptil gigante marinho ou como um sapo enorme, que surpreendeu Duncan e quis voltar logo à superfície com medo. Duncan nunca mais fez quaisquer mergulhos no famoso Lago Ness.[carece de fontes?]
No século XX, um outro relato é de 1923, e conta como Alfred Cruickshank avistou uma criatura com cerca de 3 metros de comprimento e dorso arqueado, mas o registo visual que iniciou a popularidade de Nessie data de 2 de Maio de 1933 e foi relatado pelo jornal local Inverness Courier, numa reportagem cheia de sensacionalismo. Na peça conta-se que um casal de hoteleiros viram um monstro aterrorizante a entrar e sair da água, como alguns golfinhos fazem. A notícia gerou sensação e um circo chegou mesmo a oferecer 20 000 libras pela captura da criatura. A esta oferta seguiu-se uma onda de registos visuais que resultaram em 19 de Abril de 1934 na mais famosa fotografia do monstro, tirada pelo cirurgião R.K. Wilson (daí o nome da fotografia, conhecida como Surgeon’s photo). A fotografia circulou pela imprensa mundial como prova absoluta da existência real do monstro.
Décadas depois, em 1994, Marmaduke Wetherell confessou ter falsificado a fotografia enquanto repórter free lancer do Daily Mail em busca de um furo jornalístico. Wetherell afirmou também que decidiu usar o nome do Dr. Wilson como autor para conferir mais credibilidade ao embuste. Quando R. K. Wilson emigrou para a Austrália, este médico entretanto falecido escreveu uma carta ao Daily Mail a revelar que a sua foto era mesmo um embuste com recurso a um submarino de brincar com um pescoço de plástico montado em cima para fazer uma foto do seu suposto "monstro real".
Em 25 de maio de 2007, Gordon Holmes, um técnico de laboratório de 55 anos de idade, filmou um vídeo que ele diz ser de uma "criatura preta, com cerca de 45 pés de comprimento, movendo-se rapidamente na água". O vídeo foi estudado por biólogos e sem dúvida trata-se realmente de uma filmagem original de um animal não identificado, no qual as características físicas são mesmo parecidas com as de um plesiossauro, portanto, ainda assim não é considerado uma prova de sua existência. Diz-se que o vídeo está "entre as mais brilhantes aparições do monstro já feitas". A BBC da Escócia transmitiu o vídeo em 29 de maio de 2007.
Em 2013, o jornal escocês The Scotsman noticiou que o famoso "monstro do lago Ness" não foi avistado em 2013, pela primeira vez em 88 anos. "Nessie" não surgiu à superfície do lago, durante todo o ano de 2013, tal como aconteceu em 1925.

## Teorias

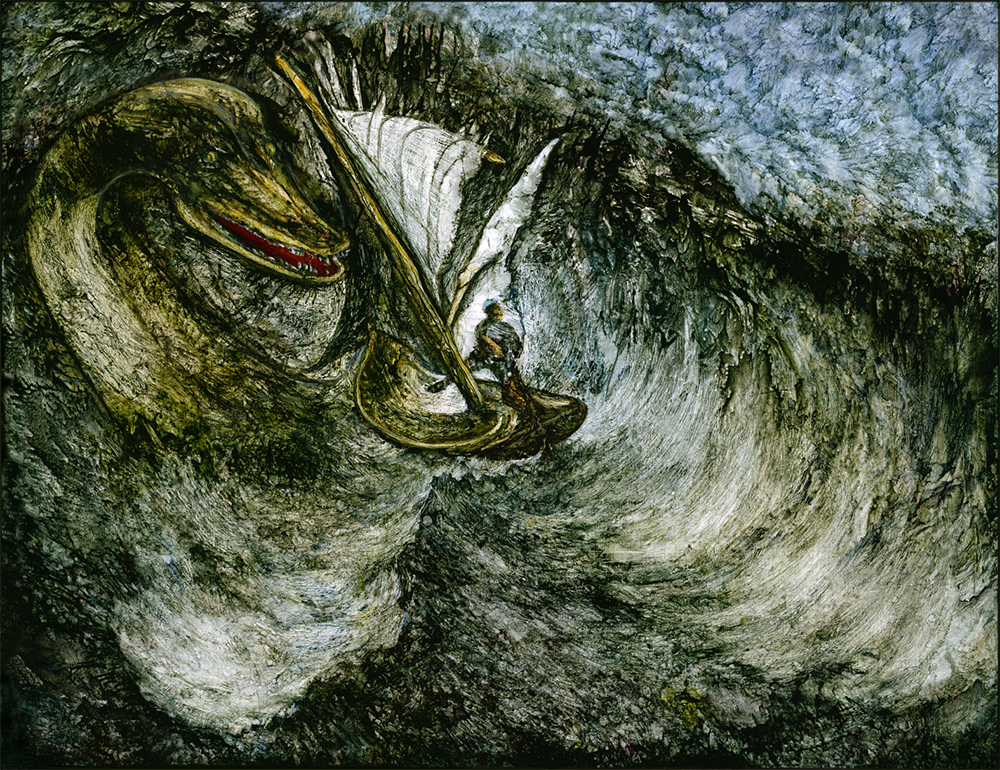
Pintura do monstro, por Heikenwaelder Hugo

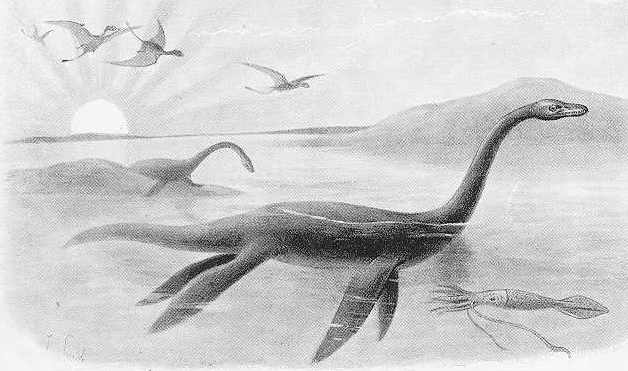
Impressão artística do Plesiosaurus em seu meio ambiente

Quase todos os relatos de aparições do monstro descrevem-no à semelhança de um Plesiossauro, um animal parente dos dinossauros extinto desde o Mesozóico. Os plessiossauros eram répteis aquáticos de grandes dimensões, com um pescoço grande em relação à cabeça, que se deslocavam com a ajuda de enormes membros em forma de barbatana. A semelhança com um animal extinto levou alguns criptozoólogos a defender que o monstro de Loch Ness é um plessiossauro que, de alguma forma, sobreviveu à extinção da sua espécie no fim do Cretácico. Os cépticos argumentam com a impossibilidade de um único indivíduo sobreviver 63 milhões de anos e que esta hipótese implica a existência não de um monstro, mas de uma pequena comunidade. Baseado no tamanho do lago e na quantidade de alimento, George Zug, do Smithsonian, calculou que o número de criaturas como Nessie poderia variar de 10 a 20 animais se cada um pesarem cerca de 1500 e chegar até 150 animais de 150 quilos (O que provavelmente não é o caso já que descrevem criaturas enormes).
Cientistas dizem que um Plesiossauro nunca levantaria o pescoço acima d'água, como o monstro supostamente faz. Além disso, o plesiossauro era adaptado ao calor, e não às temperaturas absurdamente baixas do Lago Ness. Baseando-se nisso, um grupo de cientistas criou uma teoria que diz que o monstro é um dinossauro parente do plesiossauro, que além de nunca ter sido documentado, possuía uma estrutura óssea diferente de seu suposto primo e o corpo adaptado a condições climáticas diferentes, que vivia no Oceano Ártico ou Atlântico.
Outras explicações para os registos visuais sugerem que as testemunhas tenham confundido o monstro com os esturjões que abundam no lago e que, graças à sua estranha aparência, possam ter causado confusão. Há ainda quem relacione os registos visuais com libertação de gases da falha tectónica que modela o lago, que podem chegar à superfície sobre a forma de bolhas.
Em Julho de 2003, uma equipe da BBC realizou uma investigação exaustiva na zona, com o fim de determinar de vez a existência ou não do monstro. O lago foi percorrido de uma ponta à outra por mergulhadores e cerca de 600 sonares sem qualquer resultado. A BBC concluiu que o monstro não existe, mas nem isto desalentou os defensores de Nessie.
Grande parte da dificuldade em encontrar ou provar a ausência da criatura é devida à peculiaridade geológica do próprio lago. Ele tem forma estreita, profunda e alongada, com cerca de 37 quilómetros de comprimento, 1,6 quilómetros de largura e uma profundidade máxima de 226 metros. A visibilidade da água é extremamente reduzida devido ao teor de turfa dos solos circundantes, que é trazida para o lago através das redes de drenagem. Pensa-se que o lago Ness tenha sido modelado pelos glaciares (Brasil: geleira) da última era glacial. Além disso, a visibilidade na superfície costuma ser má, o que explica a má qualidade das fotos e a suspeita de que os registos visuais sejam apenas pareidolia. Na Escócia, a média dos últimos 30 anos é de apenas 48 dias de sol por ano.
Um nova teoria foi abordada em 2019, quando pesquisadores da Nova Zelândia fizeram um levantamento das espécies vivas do lago e encontraram rastros de amostras de DNA de enguias europeias. O estudo, não conclusivo, sugere que o monstro pode ser (ou pode ter sido) uma enguia gigante.

## Acontecimentos atuais
Em 2016, um drone marinho de alta tecnologia que procurava nas profundezas do lago escocês pelo Nessie encontrou uma réplica do monstro com quase nove metros de comprimento. Esta réplica havia sido usada no filme  de 1970, The Private Life of Sherlock Holmes, e tinha-se afundado e perdido quando foram removidas as suas boias.

## Impacto cultural

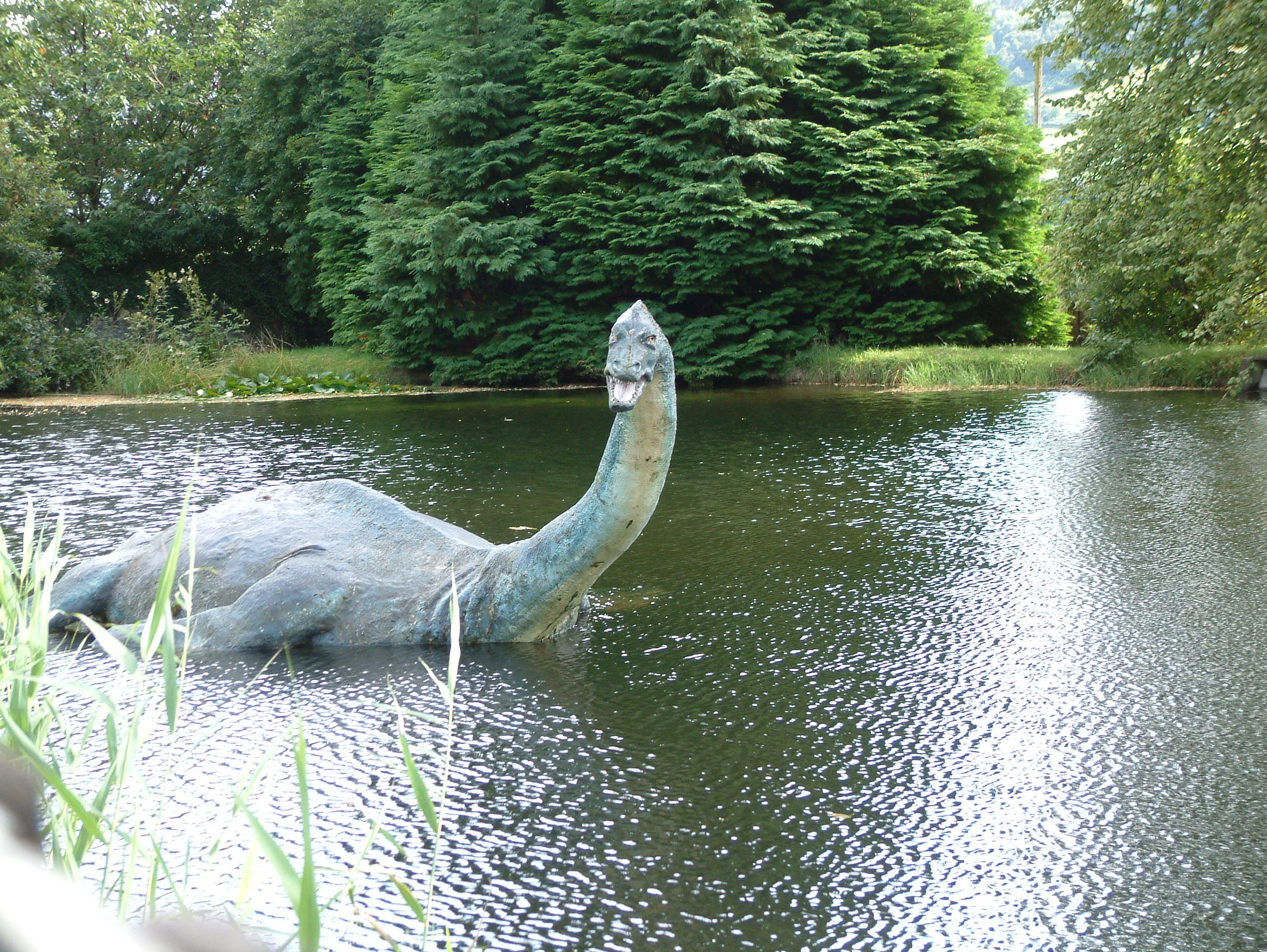
Reconstrução de Nessie como um plesiossauro.

Real ou imaginário, o monstro de Loch Ness faz parte do imaginário popular e da cultura da Escócia e do resto do mundo ocidental. É recorrente o seu "uso" pelas indústrias de televisão, cinema e videojogos. É ainda, um dos motores da indústria de turismo da zona, atraindo ao Loch Ness inúmeros curiosos em busca da oportunidade de tirarem uma fotografia.
No desenho Duelo Xiaolin o monstro do Lago Ness é prima de Dojo. E o Monstro do Lago Ness apareceu também em um episódio de Scooby Doo onde, por causa das olimpíadas escocesas, o monstro aparecia e aterrorizava a todos por causa do grande barulho das pessoas competindo, ele também aterrorizava um castelo que era da organizadora das olimpíadas. O monstro ainda foi parodiado no desenho Johnny Test como o "Monstro do lago Porkness". Nessie também foi parodiada no desenho Phineas e Ferb como o "Monstro do lago Naso". No desenho Kid vs. Kat Nessie é parodiada como o "Monstro do lago Coruja". Carl Barks retratou Nessie na história O Mistério do Lago, Obras Completas de Carl Barks 33. Nesta história, o protagonista Donald decide fotografar o monstro no interior do lago Less (paródia para o lago Ness), mas é engolido pelo bicho. Em Arquivo X no Episódio O Monstro do Lago um monstro marinho apareceu sendo responsável por várias mortes. Mesmo não sendo o Monstro do Lago Ness, durante o episódio várias referências são feitas ao Monstro do Lago Ness.
Em EarthBound na fase Winters e sem esquecer o filme Meu Monstro de Estimação, em Mega Man Star Force 2, há uma cidade chamada Loch Mess, onde segundo a lenda, vive uma criatura chamada Dossy (Messy), que na verdade é a forma de vida eletromagnética Brachio Wave (Plesio Surf). Em Top Gear de Super Nintendo, na pista "Loch Ness", um suposto Nessie aparece ao fundo do cenário num lago. Também é possível ver placas na beira da pista com a frase "Beware the Monster!" (Cuidado com o Monstro!). Em Tomb Raider III: The lost Artifact aparece o monstro, com o qual Lara Croft tem de lutar. No jogo da Nintendo Super Mario 64, para o console Nintendo 64, uma criatura semelhante a Nessie aparece em uma das fases, porém é inofensiva.